# Lebedivka, Kozeleț
Lebedivka (în ucraineană Лебедівка) este un sat în comuna Maksîm din raionul Kozeleț, regiunea Cernihiv, Ucraina.

## Demografie
Componența lingvistică a localității Lebedivka
     Ucraineană (98,73%)
     Alte limbi (0,25%)
Conform recensământului din 2001, majoritatea populației localității Lebedivka era vorbitoare de ucraineană (98,73%), existând în minoritate și vorbitori de armeană (1,02%).